# Kathakali
Cette page contient des caractères spéciaux ou non latins. S’ils s’affichent mal (▯, ?, etc.), consultez la page d’aide Unicode.

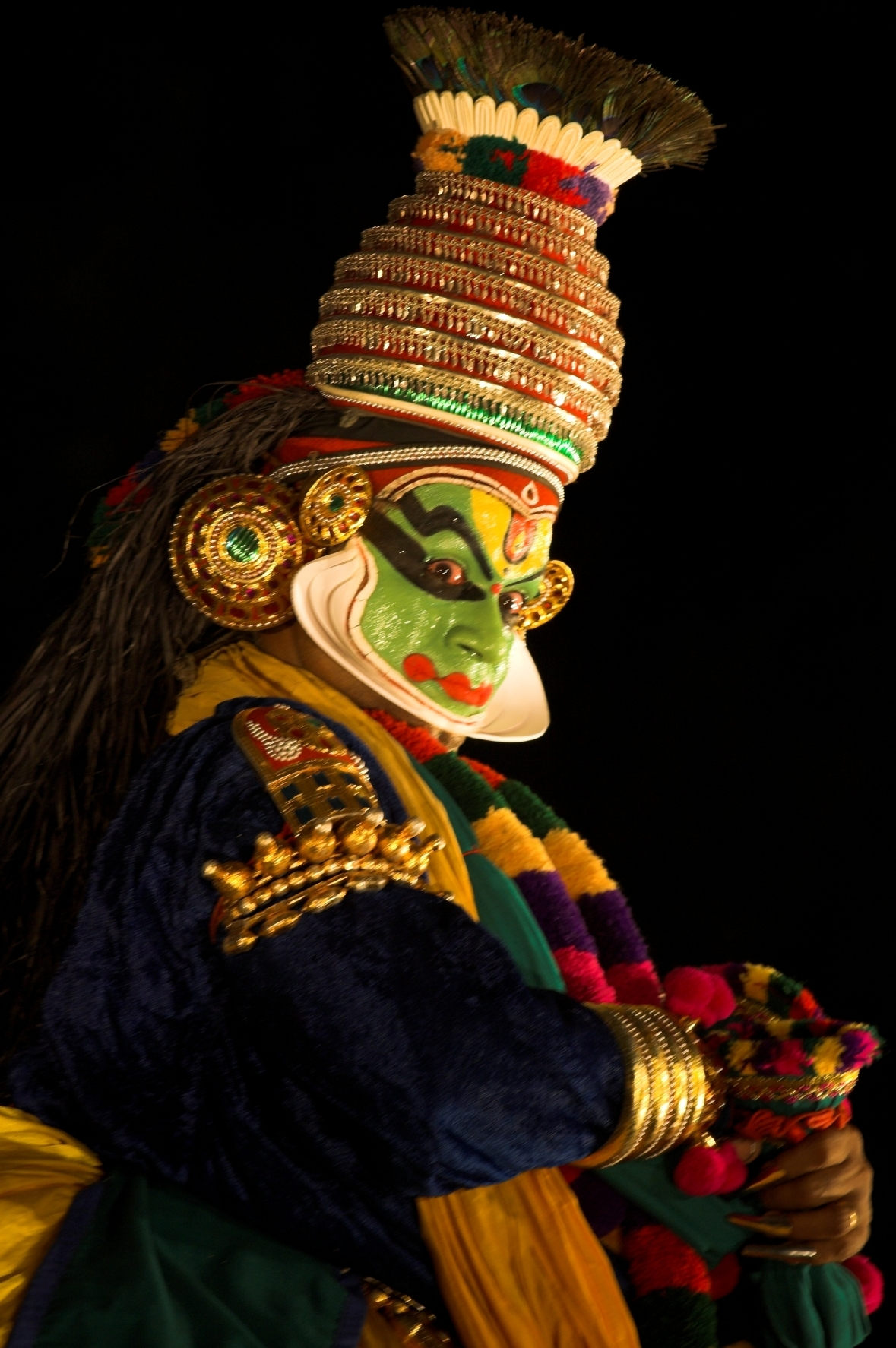
Un acteur typique de kathakali.

Le kathakali (കഥകളി, (de katha histoire et kali, jeu, en malayâlam)) est une forme de théâtre dansé originaire de l'État du Kerala dans le Sud de l'Inde. Il est fixé il y a plus de cinq siècles à partir de formes traditionnelles comme le Krishnanattam et le Kutiyattam. Il est une combinaison spectaculaire de drame, de danse, de musique et de rituel. Les personnages, aux maquillages élaborés et aux costumes raffinés reconstituent des épisodes tirés des épopées hindoues, le Mahâbhârata, le Rāmāyana et de la vie de Krishna. Les formes et les couleurs du maquillage sont toutes codées, selon l'interprétation du personnage représenté sur scène (prince vertueux, personnage démoniaque, sexe, hiérarchie et qualité).
Le travail de l'acteur de kathakali est très exigeant physiquement et il se maîtrise en employant les méthodes de concentration et d'énergie mises en œuvre dans l'entraînement du Kalarippayatt, l'art martial antique du Kerala. Les expressions du visage, les regards et les positions de mains ou mudras constituent une grande partie du jeu des acteurs.
La troupe est composée habituellement de douze acteurs, quatre chanteurs et quatre percussionnistes. Les maquillages, très complexes, sont réalisés à partir de pâtes de riz par des artistes spécialisés et leur élaboration demande plusieurs heures de travail avant la représentation.
Un spectacle de kathakali, initialement éclairé par des lampes à huile, dure généralement de dix heures du soir jusqu'à l'aube. Contrairement aux styles qui l'ont précédé, le kathakali n'est joué que par des hommes. Ceux-ci tiennent aussi les éventuels rôles féminins.
À l'origine, les représentations, données à l'occasion de fêtes solennelles, duraient toute la nuit.

## Histoire
Le Kathakali tire ses origines du Ramanattan et du Krishnanattam, deux danses théâtrales, auxquelles il doit sa technique. Le mot "attam" signifiant jouer un rôle.

Ces deux prédécesseurs représentent l'histoire des dieux hindous, Rāma et Krishna.

Ignoré dans un premier temps alors que c'était encore du Ramanattam, le kathakali fit de Vettathunadu[Quoi ?] son berceau.

Alors qu'à Vettathu Thampuran, Kottayathu Thampuran (ce Kottayam se trouve à Malabar) et beaucoup d'autres artistes dévoués tel Chathu Panicker mettront en place les fondements de ce qu'est le kathakali aujourd'hui. Leurs efforts furent concentrés sur le rituel, les détails classiques et la perfection divine. 
Le Kottayathu Thampuran subira quatre grands changements, à savoir : le Kirmeeravadham, le Bakavadham, le Nivathakavacha Kalakeyavadham et le Kalyanasaudandhikam.

Ces bouleversements dans le kathakali sont dus aux efforts de Kaplingad Narayanan Nambudiri (1739-1789). 
Kaplingad Narayanan Nambudiri est originaire du nord du Kerala, reçoit une éducation basique dans différents domaines de l'art, à Vettathu Kalari. Il est réputé pour son apport au  kathakali au travers de ses talents d'acteur, batteur et chanteur. Plus tard il s'embarque pour la Travancore.

Dans la capitale, Thiruvananthapuram, et dans de nombreux autres centres de formation, sa démarche réformatrice fit l'objet d'un vif intérêt.
Le kathakali partage encore beaucoup de similitudes avec le Krishnanattam, le Koodiyattam et l’Ashtapadiyyattam.

Il est également constitué de divers éléments issus de formes d'arts traditionnels et rituels tel que le Mudiyettu, le Thiyyattu, le Theyyam et le Padayani, ainsi que le Porattunatakam, un art folklorique.

Parallèlement, l'art martial du Kalarippayatt influença le langage du corps du kathalaki. L'utilisation du malayalam, le dialecte local, permit à la littérature kathalaki de se faire entendre par un public plus vaste.

## Beaux-Arts
Le Kathakali est considéré comme le fruit de cinq disciplines des Beaux-Arts ;
- l’expression  (le Natyam, emphase faciale)
- la danse (le Nritam, emphase du rythme et de la gestuelle des mains, des jambes et du corps)
- l’Interprétation  (Nrithyam, élément théâtrale, emphase de la mudrā, notamment sur la gestuelle des mains)
- le chant, en accompagnement (Geetha)
- l'accompagnement instrumental (Vadyam)

- Bien que les paroles et/ou littératures pourraient être considérées comme un élément distinct, appelé Sahithyam, elles sont bien souvent vues comme étant les composantes du Geetha, jouées uniquement en complément du Nritam, du Nrithyam et du Natyam.

## Mise en scène

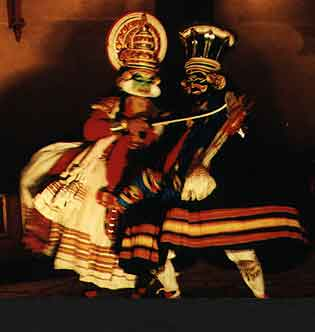
Danseurs de kathakali.

Traditionnellement, il y a 101 histoires classiques de kathakali, cependant seules les plus populaires d'entre elles sont jouées, ce qui réduit leur nombre au tiers. En leur quasi-totalité, elles étaient représentées durant une nuit entière. De nos jours du fait de leur popularité, elles sont réduites à une sélection de pièces récurrentes, et abrégées à trois voire quatre heures tout au plus, toujours le soir. De ce fait, nombre des représentations s'organisent autour d'un ensemble de fragments de l'histoire originale. Cette sélection s'opère avec des critères basés sur la beauté chorégraphique, sur la pertinence ou la popularité des thèmes, mais aussi sur leur proportion mélodramatique. Sans nul doute, on peut qualifier le kathalaki de forme d'art classique, cependant il est toujours aussi apprécié par les novices perpétrant les expressions élégantes propres à ce style, les mouvements abstraits et synchronisés sur les notes de musique et les battements rythmés. En quelconque lieu, le folklore poursuit son existence. 
Les pièces les plus jouées sont Nalacharitam (provenant du Mahâbhârata), Duryodhana Vadham (traitant de la guerre de Mahabharata), Kalyanasougandhikam, (la légende de Bhima s'en allant offrir des fleurs à sa femme Draupadi), Keechakavadham (une autre histoire de Bhima et Draupadi, cette fois-ci travaillant déguisés), Kiratham (le combat de Arjuna et de Shiva, dans le Mahâbhârata), Karnashapatham (le Mahâbhârata), Nizhalkuthu et Bhadrakalivijayam, une création de Pannisseri Nanu Pillai. Les scénaristes incluaient fréquemment à leur répertoire leurs propres histoires, telles Kuchelavrittam, Santanagopalam, Balivijayam, Dakshayagam, Rugminiswayamvaram, Kalakeyavadham, Kirmeeravadham, Bakavadham, Poothanamoksham, Subhadraharanam, Balivadham, Rugmangadacharitam, Ravanolbhavam, Narakasuravadham, Uttaraswayamvaram, Harishchandracharitam, Kacha-Devayani et Kamsavadham.  
Récemment, d'autres pièces furent adjointes au répertoire du kathakali afin de le populariser, provenant de cultures et mythologies étrangères, les plus flagrantes étant celles de Marie Madeleine (Bible), l'Illiade d'Homère, le Roi Lear de William Shakespeare, Jules César, et plus particulièrement du Goethe avec Faust qui fut adapté au Kathakali, dans son écriture et sa mise en scène.

## Musique

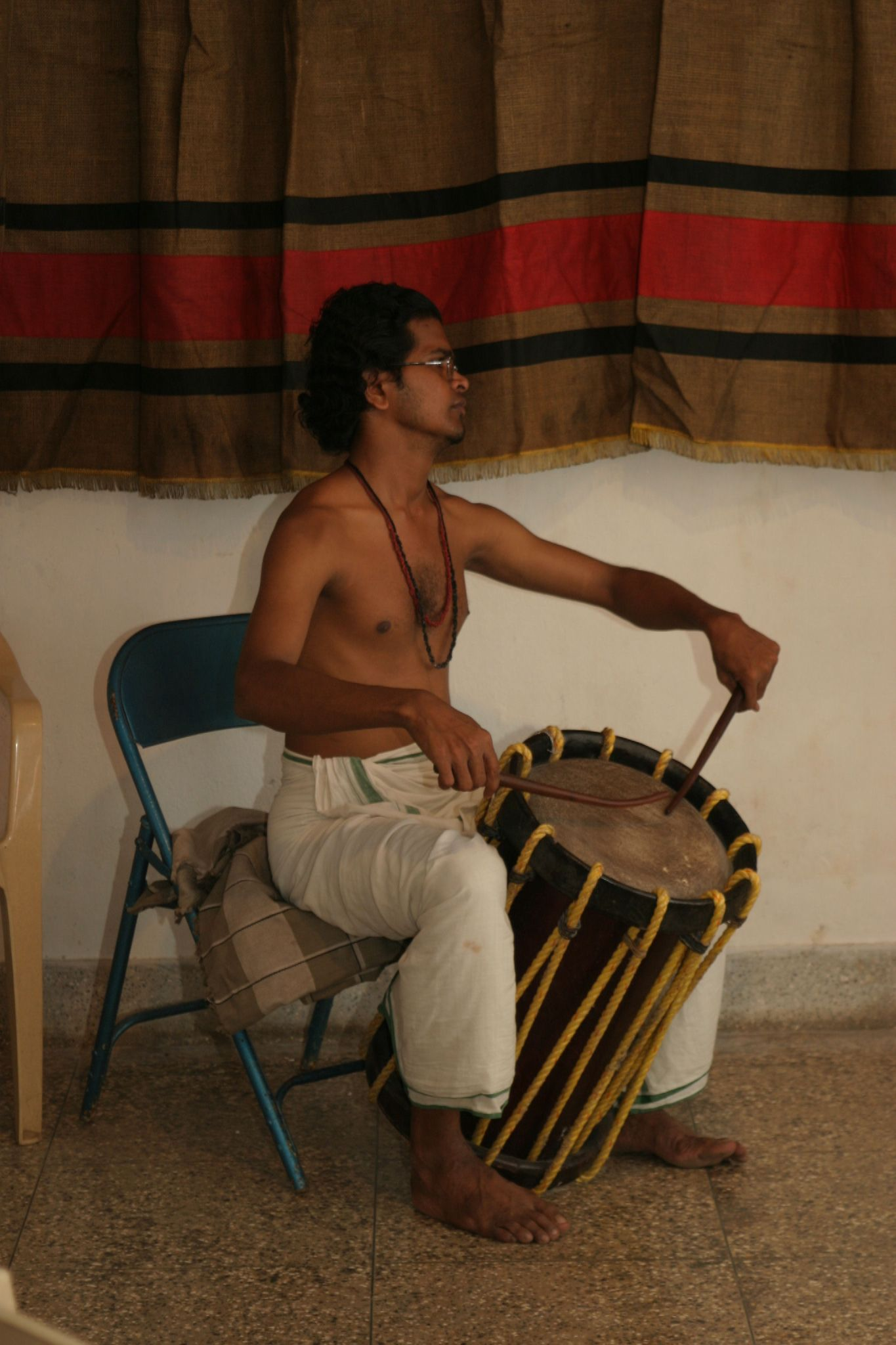
Musicien jouant du chenda

Pour chanter le kathakali, le Manipravalam est employé. D'ordinaire, ces chants sont basés sur les râgas de la musique carnatique du Sud de l'Inde. Il existe aussi dans la musique kéralaise un style dédié, le sopanam sangîtam, basé sur des hymnes védiques.
Tout comme le style théâtral, la musique Kathakali possède ses chanteurs, venus d'écoles du Nord et du Sud. Le style du Nord fut plus particulièrement répandu par l'une de ces écoles, le Kerala Kalamandalam, au XXe siècle.

Le Kalamandalam Neelakantan Nambisan, un mouvement musical majeur de kathakali, compte parmi ses disciples de tête ; Kalamandalam Unnikrishna Kurup, Gangadharan, Ramankutty Varrier, Madambi Subramanian Namboodiri, Tirur Nambissan, Kalamandalam Sankaran Embranthiri, Kalamandalam Hyderali, Kalamandalam Venmani Haridas, Subramanian, Kalanilayam Unnikrishnan et Kalamandalam Bhavadasan.
Autres musiciens de renom, dans le nord du Kerala : Kottakkal Vasu Nedungadi, Kottakkal Parameswaran Namboodiri, Kottakkal P.D. Narayanan Namboodiri, Kottakkal Narayanan, Palanad Divakaran, Kalanilayam Rajendran, Kolathappilli Narayanan Namboodiri, Kalamandalam Narayanan Embranthiri, Kottakkal Madhu, Kalamandalam Babu Namboodiri, Kalanilayam Rajeevan, Kalamandalam Vinod and Kalamandalam Hareesh.
De même au sud, certains sont célèbres à cette époque, à l'image de Pathiyur Sankarankutty. Ceux de la génération précédente sont représentés par Cherthala Thankappa Panikker, Thakazhi Kuttan Pillai, Cherthala Kuttappa Kurup, Thanneermukkam Viswambharan et Mudakkal Gopinanthan.
Traditionnellement, la musique est composée pour des orchestres ne comprenant pas plus de 14 membres. Quant aux chants, ils sont d'ordinaire formés de plus 20 personnes.

## Représentation

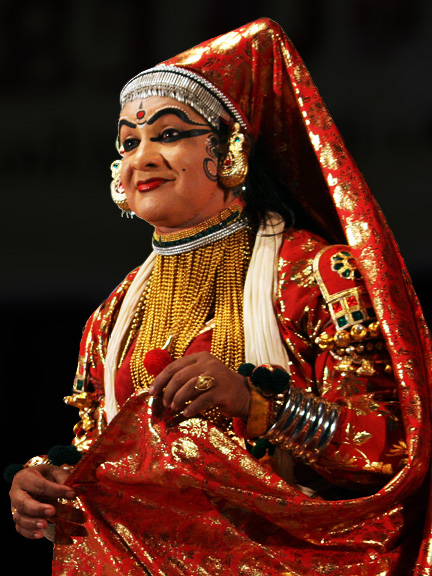
Personnage féminin.

Traditionnellement, les représentations de kathakali débutent la nuit et se terminent au lever du soleil. Actuellement[Quand ?], il n'est pas rare de voir leur durée ramenée à trois heures, parfois moins. Le kathakali est d'ordinaire représenté face au superbe Kalivilakku (kali signifiant danse ; vilakku, lampe), dont on aperçoit l'épaisse mèche baignant dans l'huile de noix de coco. Traditionnellement, cette lampe fournit l'unique lumière lorsque les représentations se tiennent à l'intérieur de temples, de palais et les résidences de nobles ou d'aristocrates. Le jeu des acteurs se déroule accompagné de musique (geetha) et des instruments (vadya). Les percussions sont composées d'instruments tel le chenda, le maddalam (tous deux connurent des changements révolutionnaires dans leur esthétique avec l'intervention de Kalamandalam Krishnankutty Poduval et Kalamandalam Appukutty Poduval ; il en fut de même pour l'idakka.
Accessoirement, les chanteurs emploient le chengila ou l'ilathaam. Le meneur utilise le chengala pour conduire le Vadyam et le Geetha, en lieu et place de la baguette de chef d'orchestre en musique classique.
La principale caractéristique distinguant cette forme d'art du reste, étant que les acteurs ne s'expriment jamais oralement, mais toujours au travers de la gestuelle, des mimiques et du rythme de la danse ; cette dernière tenant lieu de dialogue, dans les rares couples de personnages.

## Interprétation

### Jeu

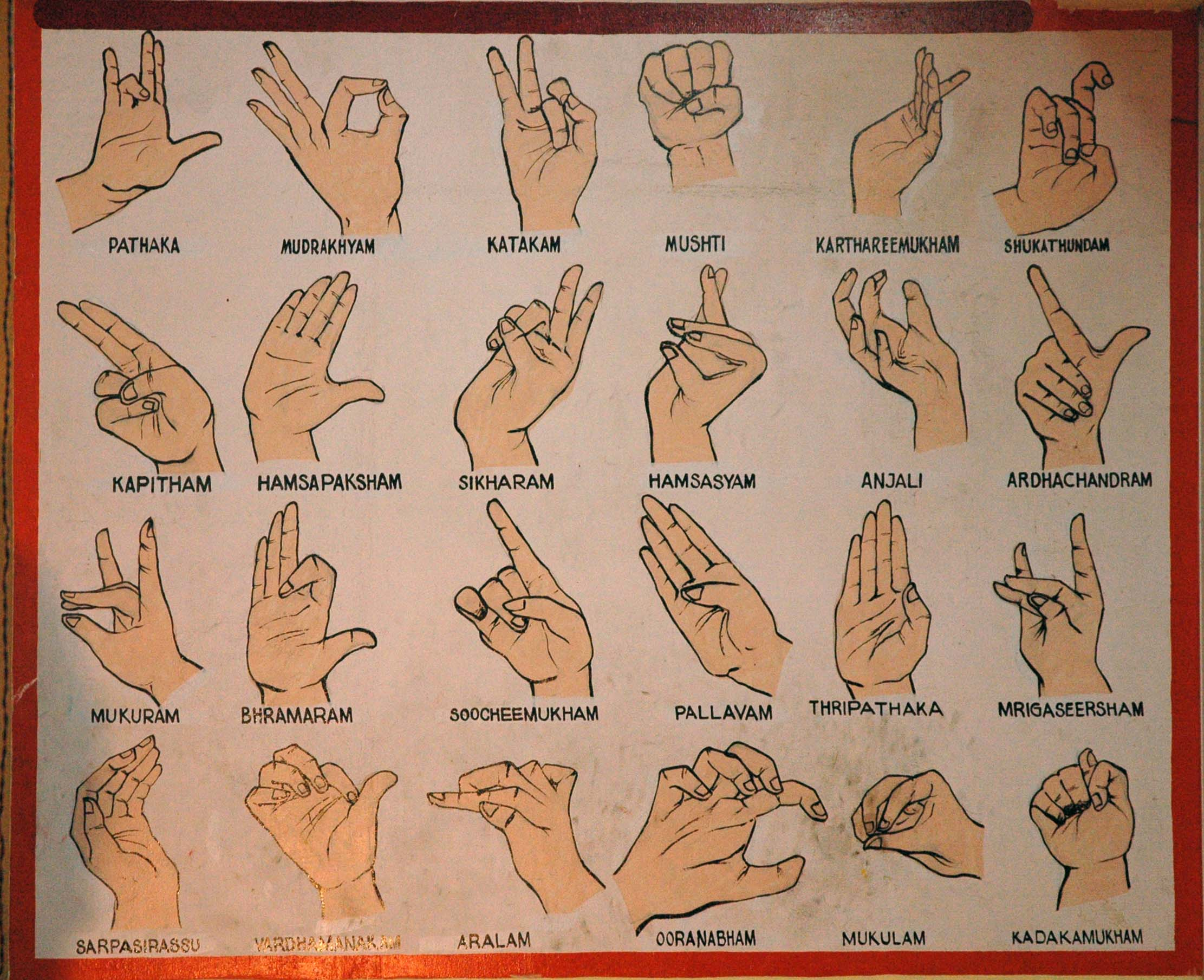
Positions des mains, théâtre d'Ernakulam, Kochi

Un acteur de kathakali doit faire preuve de concentration, de dextérité et de résistance physique, préceptes hérités des entraînements de Kalarippayatt, l'ancien art martial du Kerala, afin de se préparer au mieux à son rôle exigeant. 8 à 10 années d'entraînement intensif sont souvent nécessaires pour maîtriser cet art.
La pièce de kathakali se joue en des mouvements purs des mains (mudrās), du corps et des expressions du visage (rasas). Celles-ci sont extraites du Nâtya-shâstra (livre de la science des expressions) et sont classifiées comme étant une des 9 formes d'art classique majeures en Inde. Les interprètes doivent aussi réaliser une série d'exercices spécifiques, afin d'apprendre à contrôler les mouvements de leurs yeux. 
Il y a 24 mudrās de base ; la permutation et la combinaison de ceux-ci permettant l'intégration de nombreux gestes manuels, aujourd'hui en vogue. Chacun pouvant tout de même être classifiés dans les « Samaana mudras » ou les « misra-mudras ».
Les principales expressions faciales de l'artiste de kathakali, appelées « navarasams » (en anglais,  Navarasas ), sont le Sringaram (l'amour), l'Hasyam (le ridicule, l'humour), le Bhayanakam (la crainte), le Karunā (la pitié), le Roudram (la colère, le courroux), Veeram (la bravoure), le Beebhatsam (le dégoût), l'Adbhutam (l'émerveillement, la stupéfaction), et enfin le Shantam (la paix, la tranquillité).

### Maquillage

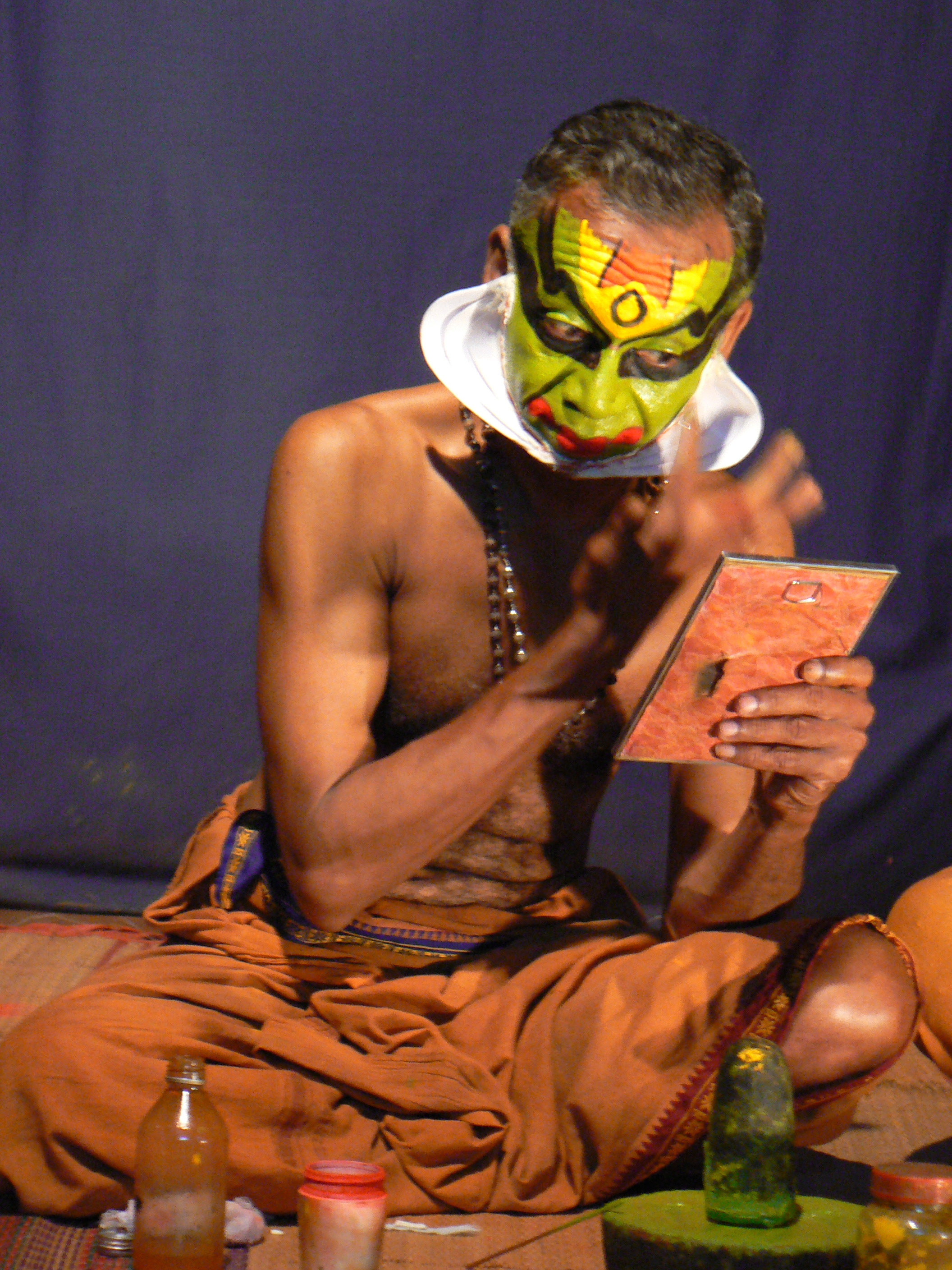

L'aspect du kathakali qui sans nul doute s'avère être plus intéressant est la sophistication mise en œuvre dans l'élaboration du maquillage, celui-ci s'établissant au travers de codes. La plupart du temps, il peut être classifié en cinq ensembles basiques, nommés Pachcha, Kathi, Kari , Thaadi, et Minukku. La différence entre ceux-ci repose dans les couleurs dominantes appliquées sur le visage.

Le Pachcha, maquillage de couleur dominante verte, est utilisé pour interpréter les personnages nobles masculins, désignés comme étant par essence, un mélange de Satva (la vertu) et de Rajas (la passion). Les personnages sous l'influence du Rajas ayant une propension au mal (Tamas, l'ignorance), sont représentés avec des rayures rouges sur leur face verte. Tous les personnages malfaisants, tels les démons (entièrement sous l'influence du Tamas) ont pour couleur dominante le rouge, barbe et maquillage ; ils sont appelés Chuvanna Thaadi (barbe rouge). Les personnages sous l'influence du Tamas, représentant des chasseurs cruels et des sauvages, sont grimés d'une base noire, faciès et barbe ; ce sont les Kari/Karutha Thaadi (barbe noire). Femmes et ascètes aux visages brillants, tirant sur le jaune, font partie de la catégorie quasi réaliste, formant la cinquième classe. Il existe des remaniements de ces cinq ensembles de bases, mentionnées comme étant les Vella Thaadi (barbe blanche), utilisées pour décrire Hanoumân (le Dieu-Singe) et Pazhuppu, mais surtout pour les divinités Shiva et Balarâma.
Le maquillage est composé de divers mineraux et pigments, broyés sur une pierre et mélangés à de l'huile de noix de coco avant d'être appliqués sur le visage. L'application du maquillage facial élaboré nécessite des heures de travail de la part des acteurs et d'un maquilleur spécialisé (chuttikkaran), qui applique de fines lignes de pâte de riz et des morceaux de papier blanc selon chaque type de personnage. Certains personnages ont également des caractéristiques améliorées, telles que des nez agrandis ou des moustaches élaborées, réalisées à l'aide de papier minutieusement découpé collé au visage par un mélange de pâte de riz et de carbonate de calcium. Les danseurs font souvent rougir le blanc de leurs yeux en plaçant une "graine de chundanga" (solanum torvum) sous leurs paupières inférieures avant la représentation. En réalité, le chundanga n'est pas une graine, mais les ovaires extirpés des fleurs de la plante du même nom. Le processus utilisé lors de la préparation de ces "graines ", implique qu'une poignée soit broyée dans la paume de la main, jusqu'à ce que celles-ci deviennent noires (à l'origine, blanches) et presque déshydratées. Souvent, ils en préparent suffisamment pour pouvoir durer toute une saison (environ quatre mois).

## Écoles et maîtres prestigieux

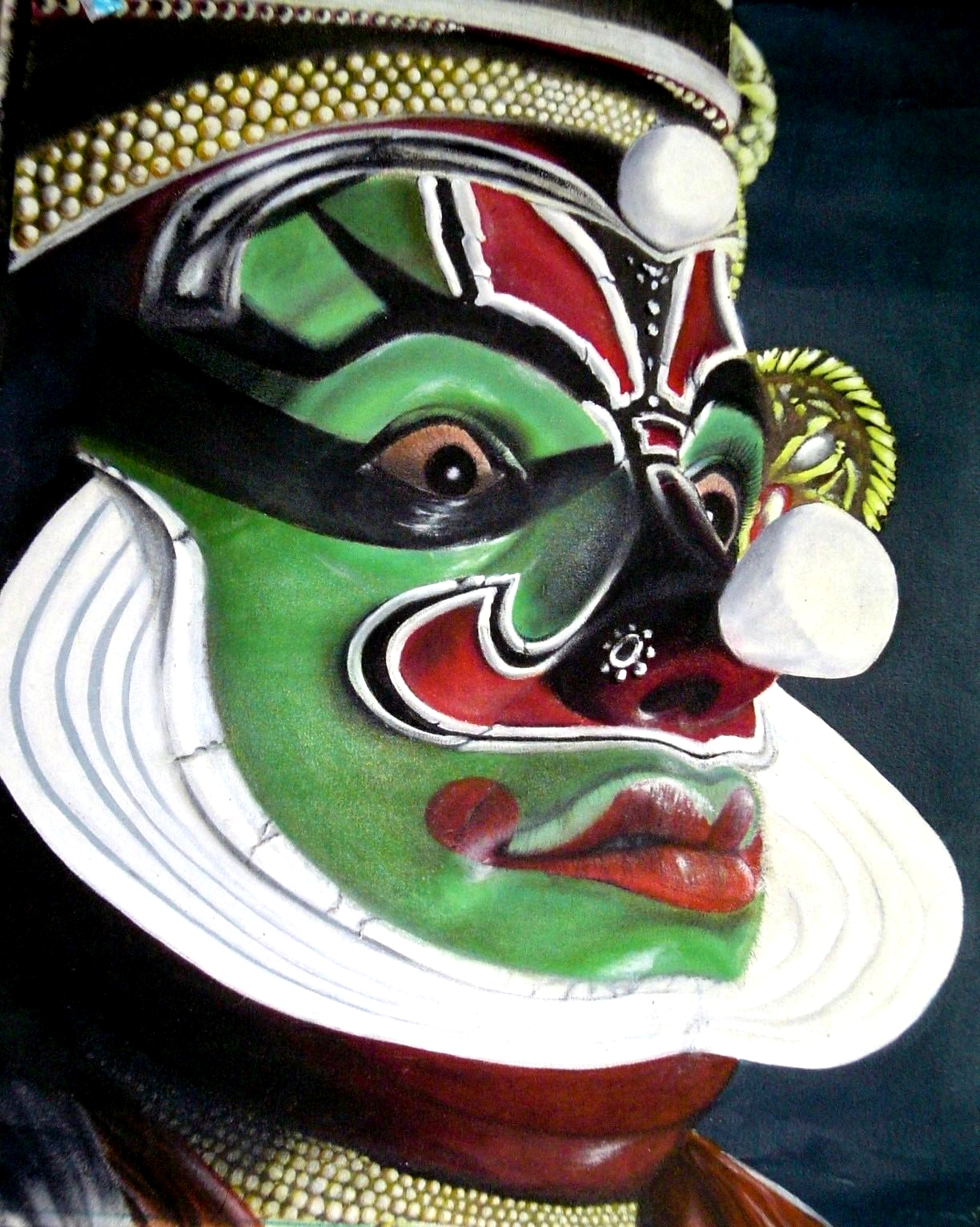
Rajasik

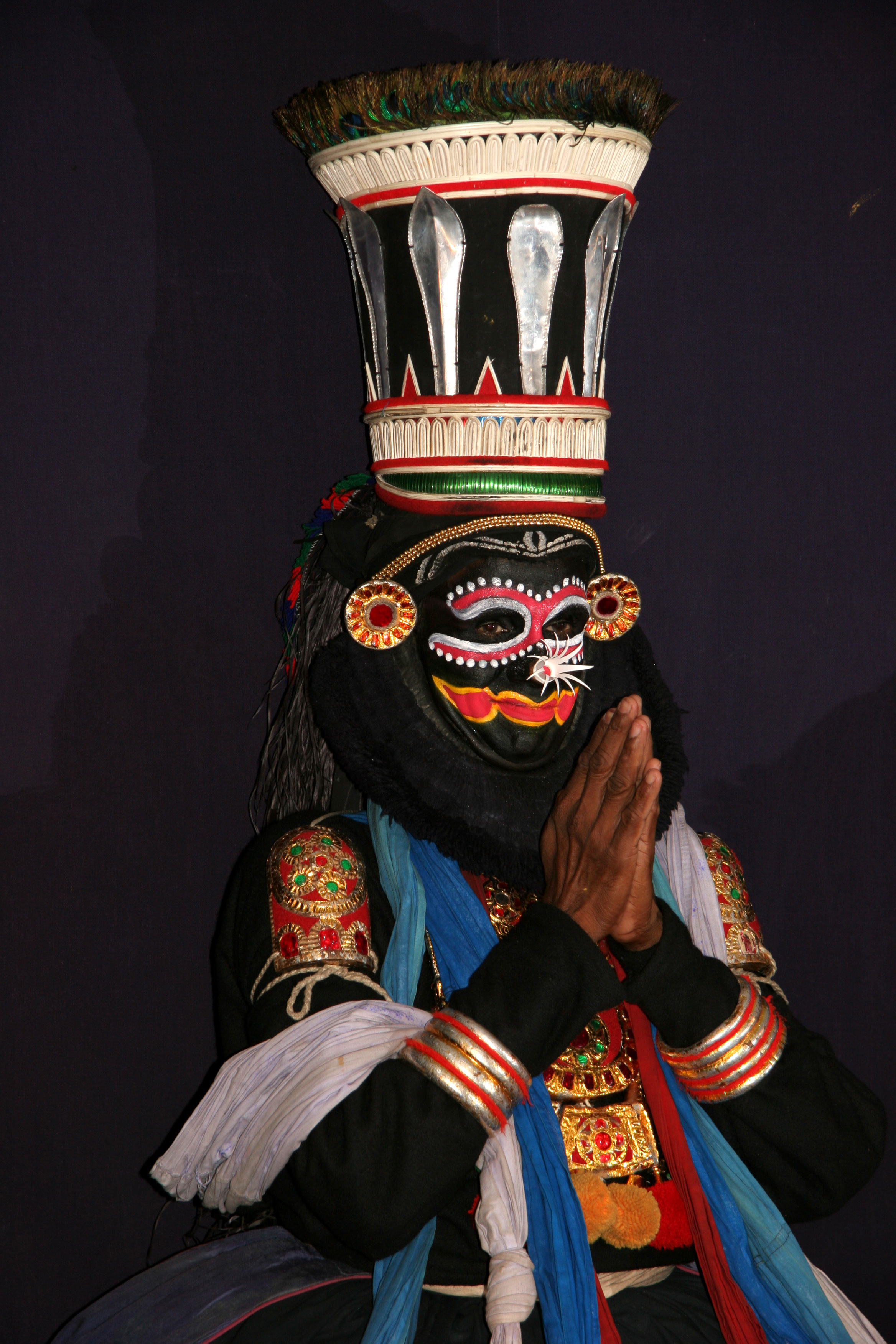
Karutha Thaadi

Les artistes Kathakali se doivent d'être soigneusement rigoureux sur les soins qu'ils s'appliquent, durant des décennies ; la plupart des maîtres ayant reçu une formation au sein d'institutions réputées qui les parfont un entrainement d'une demi-douzaine d'années, au minimum. En Kathakali certains établissements se révèlent être des précurseurs:
Kerala Kalamandalam (à Cheruthuruthy, vers Shoranur), PSV Natya Sangham (à Kottakal, près de Kozhikode), Sadanam Kathakali and Classical Arts Academy (ou Gandhi Seva Sadan à Perur proche de Ottappalam au Palakkad), Unnayi Varier Smaraka Kalanilayam (à Irinjalakuda au sud de Thrissur), Margi à Thiruvananthapuram, Muthappan Kaliyogam à Parassinikkadavu dans la province de Kannur et RLV School à Tripunithura off Kochi et Kalabharathi à Pakalkkuri aux alentours de Kottarakkara dans la province de Kollam, Sandarshan Kathakali Kendram situé à Ambalapuzha, et Vellinazhi Nanu Nair Smaraka Kalakendra à Kuruvattor. 
En dehors du Kerala, le Kathakali est enseigné à International Centre for Kathakali à New Delhi, Santiniketan à Visva-Bharati University dans le West Bengal, Kalakshetra à Chennai et Darpana Academy à Ahmedabad entre autres.
Parmi les interprètes de kathakali d'aujourd'hui, on peut en citer certains, tels : Padma Bhushan Kalamandalam Ramankutty Nair, Padma Shri Kalamandalam Gopi, Kottakkal Sivaraman, Madavoor Vasudevan Nair, Chemancheri Kunhiraman Nair, Kottakkal Krishnankutty Nair, Mankompu Sivasankara Pillai, Sadanam Krishnankutty, Nelliyode Vasudevan Namboodiri, Kalamandalam Vasu Pisharody, FACT Padmanabhan, Kottakkal Chandrasekharan, Margi Vijayakumar, Kottakkal Nandakumaran Nair, Vazhenkada Vijayan, Inchakkattu Ramachandran Pillai, Kalamandalam Kuttan, Mayyanad Kesavan Namboodiri, Mathur Govindan Kutty, Narippatta Narayanan Namboodiri, Chavara Parukutty, Thonnakkal Peethambaran, Sadanam Balakrishnan, Kalanilayam Gopalakrishnan, Chirakkara Madhavankutty, Sadanam K. Harikumaran, Thalavadi Aravindan, Kalanilayam Balakrishnan, Pariyanampatta Divakaran, Kottakkal Kesavan, Kalanilayam Gopi et Kudamaloor Muralikrishnan.
Les derniers grands interprètes de kathakali (depuis 1930) :Pattikkamthodi Ravunni Menon, Chenganoor Raman Pillai, Chandu Panicker, Thakazhi Guru Kunchu Kurup, Padma Shri Kalamandalam Krishnan Nair, Padma Shri Vazhenkada Kunchu Nair, Kavalappara Narayanan Nair, Kurichi Kunhan Panikkar, Thekkinkattil Ramunni Nair, Padma Shri Keezhpadam Kumaran Nair, Kalamandalam Padmanabhan Nair, Mankulam Vishnu Namboodiri, Oyur Kochu Govinda Pillai, Vellinezhi Nanu Nair, Padma Shri Kavungal Chathunni Panikkar, Kudamaloor Karunakaran Nair, Kannan Pattali, Pallippuram Gopalan Nair, Harippad Ramakrishna Pillai, Champakkulam Pachu Pillai, Chennithala Chellappan Pillai et Vaikkom Karunakaran.
Le kathakali reste un domaine profondément masculin, seulement depuis 1970, les femmes peuvent également faire leur entrée dans cette forme d'art, à statut équivalent. Le temple principal du Kerala, à Tripunithura, possède en effet une troupe féminine, jouant notamment à Travancore.

## Styles de Kathakali
Appelé Sampradäyam (സമ്പ്രദായം), ce style prépondérant de kathakali diffère du reste en des subtilités telles la chorégraphie, les poses empruntées dans la gestuelle des mains et la tension dramatique de la danse, et vice versa. Il regroupe 3 styles majeurs :
- Vettathu Sampradayam
- Kalladikkodan Sampradyam
- Kaplingadu Sampradayam

Plus tard, il sera étendu aux styles du Nord (Kalluvazhi) et à ceux du Sud (Thekkan).

Le plus stylisé, le Kalluvazhi (largement développé par le légendaire Pattikkamthodi Ravunni Menon — 1881-1949) est traditionnellement enseigné au Kerala Kalamandalam, au Sadanam, au RLV et au Kottakkal. 
Le Margi inculque plus volontiers un entraînement basé sur le style Thekkan, très prononcé techniquement dans sa dramaturgie et son quasi-réalisme.
Quant au Kalanilayam, mène à maturation, avec efficacité, des élèves, pétris des deux styles. 

## Autres formes de danse et ramifications
Kerala Natanam est une sorte de danse, partiellement basée sur les techniques et l'esthétique Kathakali, développée et stylisée par le danseur Guru Gopinath, au milieu du XXe siècle. Le Kathakali se trouve de même présent dans certains films caractéristiques :
- Vanaprastham réalisé par Shaji N. Karun
- Parinayam réalisé par T. Hariharan
- Marattam réalisé par Nedumudi Venu
- Rangam réalisé par I.V. Sasi.

Des documentaires furent également tournés sur des artistes kathakali, comme Chenganoor Raman Pillai, Kalamandalam Krishnan Nair, Keezhpadam Kumaran Nair, Kalamandalam Ramankutty Nair, Kalamandalam Gopi et Kottakkal Sivaraman.
Dans la littérature de fiction, le Kathakali se voit mentionné au travers de différentes petites histoires ; Karmen (de N.S. Madhavan) et des nouvelles telles que Keshabharam (de P.V. Sreevalsan). Parfois, les œuvres indo-anglaises comme Arundhati Roy qui remporta le prix Booker ou encore The God of Small Things possédant un chapitre traitant du kathakali, tandis que plus tard, une nouvelle d'Anita Nair, institutrice, se voit entièrement drapé du génie kathakali.
Une autre variante Kathakali, populaire dans la région du Kasargodu et sur la côte Karnakata, le yakshagana, bien que ressemblant au kathakali kéralais dans les teneurs du costume et du maquillage, est bien différent dans le chemin qu'il emprunte en ce qui concerne le dialogue.

## Régions et villages reconnus
En certains endroits du Kerala sont plus particulièrement nés nombre d'artistes Kathakali. S’ils peuvent être appelés "villages Kathakali", il est à retenir : 
Vellinezhi, Kuruvattoor, Karalmanna, Cherpulassery, Kothachira, Peringode, Kongad et Ottapalam dans le Palakkad, Vazhenkada au Malappuram, Thichur ou Tichoor, Guruvayur, Thiruvilwamala et Irinjalakuda dans le Thrissur, Tripunithura au Ernakulam et Kuttanad dans l'Alappuzha attenant à d'autres places kathakali, tels Thiruvanathapuram au sud de Travancore et Payyannur au nord de Malabar.

## Artistes récompensés
- Sangeet Natak Akademi Awardees - Kathakali (1956-2005)
- Nambeesan Smaraka Awards-- pour son interprétation (1992-2008)